# إيكو أسانو
إيكو أسانو (بالكانا:あさの あいこ) هي مغنية وعارضة وممثلة يابانية، ولدت في 2 مارس 1970 بطوكيو في اليابان.

## وصلات خارجية
- إيكو أسانو على موقع IMDb (الإنجليزية)